# Graham Greene (actor)
Graham Greene (Six Nations, Ontario; 22 de junio de 1952) es un actor canadiense. Se graduó con un título en teatro y comenzó participando en las películas Running Brave (1983) y Powwow Highway (1989). Posteriormente ha alcanzado fama internacional por participar en Dances with Wolves (1990), de Kevin Costner, que le valió una nominación a los Óscar. Después ha participado en películas más comerciales como Maverick (1994), Thunderheart (1992), The Green Mile (1996), Pequeño cherokee (The education of Little Tree) (1997)  y The Twilight Saga: New Moon (2009). Además, dio vida a Rafe McCawley, uno de los personajes principales de la serie de ciencia ficción Defiance. Por otro lado, hizo de actor de doblaje de Lluvia Repentina (el jefe indio) en el juego de Red Dead Redemption 2.

## Premios y nominaciones
Premios Óscar
| Año  | Categoría              | Película           | Resultado |
| ---- | ---------------------- | ------------------ | --------- |
| 1991 | Mejor actor de reparto | Dances with Wolves | Nominado  |

Festival de Tokio
| Año  | Categoría   | Película | Resultado |
| ---- | ----------- | -------- | --------- |
| 2002 | Mejor actor | Skins    | Ganador   |